# Stazione di Alanno
Stazione di Alanno vasútállomás Olaszországban, Alanno településen.

## Vasútvonalak
Az állomást az alábbi vasútvonalak érintik:
- Róma–Sulmona–Pescara-vasútvonal

## Kapcsolódó állomások
A vasútállomáshoz az alábbi állomások vannak a legközelebb:
- Stazione di Scafa-San Valentino-Caramanico Terme
- Stazione di Manoppello